# Sapir Berman
Sapir Berman (hébreu : ספיר ברמן), née le 22 juin 1994 à Kiryat-Bialik, est une arbitre de football israëlienne. Elle est considérée comme la première arbitre transgenre au monde dans une ligue professionnelle de haut niveau.

## Biographie
Sapir Berman naît le 22 juin 1994 à Kiryat-Bialik, une ville au nord-est de Haïfa. Sa mère est assistante médicale et son père est employé de bureau. Dès 6 ans, elle joue au football au club l'Hapoël Haïfa, puis effectue son service militaire et commence des études d'éducation spécialisée.  
Elle arbitre des matchs professionnels depuis 2012, mais c'est en mai 2018 qu'elle fait ses débuts d'arbitre au championnat national d'Israël de football en première division, le Ligat ha'Al. 
Vers la fin de la saison 2020/21, elle annonce changer de sexe pour être plus aligner dans son identité de femme transgenre. Elle exprime également le souhait d'être appelée par le prénom Sapir avec un pronom féminin. La Fédération israélienne de football et l'Association nationale des arbitres lui apporte leur soutien total. Elle est alors la deuxième arbitre transgenre après l'Anglaise Lucy Clark en 2018. 
Début mai 2021, Sapir Berman devient la première arbitre transgenre à arbitrer un match de football professionnel israélien, le match entre les clubs Hapoel Haifa et Beitar Jérusalem au stade Sammy Ofer. 
En 2022-2023, elle est reléguée en Deuxième division par les arbitres car sa condition physique s'est dégradée suite à la prise d'hormones féminisantes et le blocage des hormones masculines. Elle retrouve sa forme et réintègre la Première division la saison suivante. 
Le 17 mars 2025, elle dirige son premier match international à Belfast où s'affronte l'Irlande du Nord et le Monténégro pour les qualifications à l'Euro féminin des moins de 17 ans,,. 
En avril 2024, il est annoncé que le documentaire Sapir de Liran Atzmor sur Berman serait projeté au festival du film Docaviv 2024. Dans ce contexte, elle est aussi décrite comme « la première arbitre de football transgenre au monde dans une ligue professionnelle ». 